# 三土修平
三土 修平（みつち しゅうへい、1949年2月16日 - ）は日本の経済学者。元東京理科大学教授。アマチュア作家（筆名は秦野純一）。

## 人物
1949年2月、東京都出身。1972年に東京大学法学部第3類（政治コース）を卒業。翌1973年東京大学法学部第2類（公法コース）を卒業する。1982年神戸大学大学院経済学研究科博士課程単位取得退学。1990年経済学博士（神戸大学）。

### 経済学関係について
経済企画庁勤務（1973～1976年）、神戸大学大学院経済学研究科（1977～1982年在籍）を経て、1982年愛媛大学法文学部に着任。1990年より同教授。2000年に愛媛大学を退職と同時に東京理科大学に移籍し、2014年3月まで同大学理学部第一部教養学科の専任教授を勤めた。
神戸大学大学院では置塩信雄の教えをうける。置塩ゼミはマルクス経済学（経済理論学会）と近代経済学（理論・計量経済学会―後の日本経済学会）の双方を研究していた。
置塩ゼミでの研究をもとに、『基礎経済学―マル経と近経の断絶に悩む人のために』（日本評論社）を出版した。同書で三土は、生産要素の賦存量が機械的・自然法則的に所得分配を決定するというジョン・ベイツ・クラークの限界生産力説を批判した。しかし、限界生産力説を批判するためには新古典派経済学そのものを否定しなければならないとする1970年代に盛んだったモーリス・ドッブ、岸本重陳、高須賀義博などの見解（ケンブリッジ資本論争に基礎を置く考え）には与せず、むしろ複数種類の財、複数種類の生産要素、および資産所有権上格差のある複数家計の存在を仮定した経済に一般均衡理論を厳密に適用することによって、クラークのような議論は反駁できることを示した。そして、マルクス経済学の支持者がいたずらに新古典派経済学一般を忌避している現状は不毛であるとした。
また、搾取説を主張するために労働価値説が不可欠であるともしていない。この点での三土の見解は、アメリカのジョン・ローマーによって主導された合理選択マルクス主義（分析的マルクス主義）に近かった。
ほかには、ミクロ経済学や経済数学の入門書、統計学・多変量解析の入門書を執筆している。

### 靖国問題について
専門分野以外では、靖国神社問題について独自の視角から評論を展開した人物として知られている。靖国問題の社会学的解明に関しては、宗教社会学者かつ家族社会学者の森岡清美の影響を強く受けている。
三土の靖国神社問題への強い関心は、靖国神社の宗教法人化を決定した1946年1月25日の閣議に祖父の三土忠造が内務大臣としてかかわっていたことについての、孫としての責任感からきている（『靖国問題の原点』251ページ）。
靖国問題についての三土の見解は、Amazonの同書のサイトにつけられている以下の「著者からのコメント」に要約されている。
「靖国問題については、憲法の解釈問題、国民感情の問題、現時点での外交政策の問題などとして論じられることが多いが、発端となった靖国神社の戦後改革そのものが駆け引きと妥協の産物であったという歴史的事実をきちんと踏まえた議論が意外なほど少ない。2005年8月13日のNHKスペシャル『靖国神社』はこの点に光を当てた画期的放送だったが、著者もまた同じことを前々から考えていて、そのことをメインのアピールとする形で今回この本を書いた。国家施設から私法人へという靖国神社の改革は、従来国家護持派が唱えてきたように『連合国軍最高司令官総司令部によって一方的に押し付けられた不当な改革』でもなければ、逆に護憲派が唱えてきたように『政教分離というすばらしい理想を貫いた画期的改革』だったわけでもなく、信教の自由を逆手に取ってその反対物である国家神道思想をなるべく無傷で延命させようとした、目的と手段のねじれを含む改革だったのだ。昨今の靖国問題は、何よりもまず、同神社の改革が当初から含んでいたこうした矛盾の顕在化なのである。」

### 宗教関係その他
1986年に東大寺（華厳宗）で得度し、宗教関連の著作もある。
秦野純一という筆名でアマチュア文学を書いていた時期もある（1995年、第14回潮賞小説部門受賞）。
また、骨髄バンクのボランティア活動にも従事していた。

## 親族
祖父は戦前の政友会の幹部政治家であった三土忠造。紀行作家宮脇俊三は祖父の弟の子にあたり、俳人中村草田男は祖母三土ナツの姉の子にあたる。

## 著作

### 単著
- 『基礎経済学 - マル経と近経の断絶に悩む人のために』（日本評論社, 1984年11月）
- 『水ぶくれ真如苑 - 急成長の秘密と欺瞞の構図』（AA出版, 1987年12月）
- 『よみがえれ!仏教 - 「無功徳」の精神に立って』（世界聖典刊行協会, 1991年8月）
- 『初歩からの経済数学』（日本評論社, 1991年11月）
  - 『初歩からの経済数学 - 第2版』(日本評論社,1996年1月）
- 『経済学史』（新世社〈新経済学ライブラリ〉, 1993年9月）
- 『初歩からのミクロ経済学』（日本評論社, 1995年3月）
  - 『初歩からのミクロ経済学 - 第2版』（日本評論社，1999年12月）
- 『初歩からの多変量統計』（日本評論社, 1997年4月）
- 『数学の要らない因子分析入門』（日本評論社, 2001年1月）
- 『ミニマムエッセンス統計学』（日本評論社, 2004年9月）
- 『はじめてのミクロ経済学』（日本評論社, 2005年1月）
  - 『はじめてのミクロ経済学［増補版］』（日本評論社，2014年2月）
- 『靖国問題の原点』（日本評論社, 2005年8月）
  - 『靖国問題の原点［増訂版］』（日本評論社，2013年7月）
- 『頭を冷やすための靖国論』（ちくま新書, 2007年1月）
- 『為替と株で考える経済学』（日本評論社, 2007年9月）
- 『株とギャンブルはどう違うのか - 資産価値の経済学』（筑摩書房〈ちくま新書〉, 2008年9月）
- 『ワルラシアンのミクロ経済学』（日本評論社, 2009年9月）
- 『いま宗教にできること、できないこと』（現代書館，2011年2月）
- 『［続］ワルラシアンのミクロ経済学』（日本評論社，2011年6月）
- 『靖国問題の深層』（幻冬舎ルネッサンス新書，2013年6月）
- 『ミクロ経済学の核心』（日本経済評論社，2015年6月）

### 秦野純一名義
- 『しろがねの雲 - 新補陀洛渡海記』（潮出版社，1995年11月）　その他

### 共編著
- （大西広）『経済学 - 新しい教養のすすめ』（昭和堂, 2002年4月）

### 論文
- CiNii>三土修平